# اندوه جنگ (رمان)
اندوه جنگ (ویتنامی: Nỗi buồn chiến tranh) رمانی از نویسنده ویتنامی بائو نین است که در ۱۹۹۱ (میلادی) منتشر شد. این رمان پروژه فارغ‌التحصیلی نین در مدرسه نویسندگی نگوین دو، در هانوی بود. این رمان داستان سربازی را روایت می‌کند که بعد از جنگ در حال جمع‌آوری اجساد درگذشته است و سپس شروع به فکر کردن به گذشته خود می‌کند. این رمان برنده جایزه مستقل ادبیات داستانی خارجی شد. این رمان تا سال ۲۰۰۶ توسط حزب کمونیست ویتنام ممنوع بود.